# ステイシー・プラスケット
ステイシー・エリザベス・プラスケット（英: Stacey Elizabeth Plaskett, 1966年5月13日 - ）は、アメリカ合衆国の政治家、弁護士。アメリカ下院代議員（通算4期）。 民主党員。

## 経歴・人物
1966年5月13日、プラスケットはニューヨークブルックリン区で生まれた。父はニューヨーク市警の警官で、母は裁判所の職員だった。1988年、ジョージタウン大学を卒業し、学士を取得。法律事務所などでフルタイムで働きながら夜間のロースクールに通い、1994年にアメリカン大学で法務博士を取得して卒業。弁護士としての活動を始めた。

### 弁護士として
ニューヨークのブロンクスで地方検事補を務めた後、アメリカ下院倫理委員会、司法省などで働いた。2007年から両親の地元アメリカ領ヴァージン諸島の経済開発局で勤務。2008年に支持政党を共和党から民主党へと変更した。

## 政治家として
2012年、プラスケットは民主党予備選に出馬した。現職9期のドンナ・クリステンセンが57.48%の票を得て当選したが、プラスケットも42.49%の票を獲得するなど健闘した。
2014年、再び民主党予備選に出馬。現職のクリステンセンが下院代議員からヴァージン諸島知事への鞍替え出馬を表明していたこともあり、バージン諸島議会上院議長のショーン・ミシェル・マローン、元上院議員のエメット・ハンセンも予備選に出馬した。予備選の結果、クリステンセンが50.4%の票を獲得し、当選。民主党候補として、アメリカ下院代議員選挙に出馬し、90%以上の票を獲得して、無事当選を果たした。
2016年選挙、2018年選挙では、対立候補もなく90%以上の票を得て当選した。2020年選挙では、無所属の対立候補が出馬したが、87.84%の高い得票率で4選を果たした。
議会議事堂の襲撃事件を受けて、2021年1月12日にプラスケットはドナルド・トランプ大統領第二次弾劾裁判の下院弾劾マネージャー（検察官役）に指名された。
2025年1月、ステイシー・プラスケット議員は、米領バージン諸島、アメリカ領サモア、コロンビア特別区、グアム、北マリアナ諸島、プエルトリコ自由州の5人の代議員と1人の駐在委員（プエルトリコ）が議会で投票権を持たないことに抗議し。これらの地域における米国の植民地主義を非難した。

## リベンジポルノ
2017年7月、プラスケットの議員事務所の元スタッフ2名が、プラスケットと夫のヌード写真やビデオを違法に公開したことに関連した罪で起訴された。起訴状によると、修理に出していたプラスケットのiPhoneから写真や動画をスタッフがコピーし、フェイスブックのアカウントを使って公開したとされる。